# Mistrzostwa Polski w Łyżwiarstwie Szybkim na Dystansach 2023
37. Mistrzostwa Polski w Łyżwiarstwie Szybkim na Dystansach 2023 odbyły się w dniach 3-6 listopada 2022 roku na torze Arena Lodowa Tomaszów Mazowiecki.

## Obrońcy tytułów
| Konkurencja                 | Mężczyźni       | Kobiety             |
| --------------------------- | --------------- | ------------------- |
| 500 metrów                  | Piotr Michalski | Kaja Ziomek         |
| 1000 metrów                 | Piotr Michalski | Andżelika Wójcik    |
| 1500 metrów                 | Marcin Bachanek | Natalia Czerwonka   |
| 5000 metrów / 3000 metrów   | Szymon Palka    | Karolina Bosiek     |
| 10 000 metrów / 5000 metrów | Szymon Palka    | Magdalena Czyszczoń |
| Start masowy                | Zbigniew Bródka | Karolina Bosiek     |

## Wyniki

### Kobiety
| Konkurencja:     | 1. miejsce                                                        | Rezultat | 2. miejsce                                                     | Rezultat | 3. miejsce                                                           | Rezultat |
| 500 m            | Andżelika Wójcik (MKS Cuprum Lubin)                               | 38.48    | Karolina Bosiek (Pilica Tomaszów Mazowiecki)                   | 39.11    | Kaja Ziomek (MKS Cuprum Lubin)                                       | 39.30    |
| 1000 m           | Andżelika Wójcik (MKS Cuprum Lubin)                               | 1:17.75  | Karolina Bosiek (Pilica Tomaszów Mazowiecki)                   | 1:17.77  | Natalia Jabrzyk (Pilica Tomaszów Mazowiecki)                         | 1:19.92  |
| 1500 m           | Karolina Bosiek (Pilica Tomaszów Mazowiecki)                      | 2:01.78  | Magdalena Czyszczoń (AZS-AWF Katowice)                         | 2:03.87  | Natalia Jabrzyk (Pilica Tomaszów Mazowiecki)                         | 2:04.65  |
| 3000 m           | Magdalena Czyszczoń (AZS-AWF Katowice)                            | 4:15.04  | Olga Kaczmarek (AZS-AWF Katowice)                              | 4:28.87  | Liwia Kubin (KS SNPTT 1907 Zakopane)                                 | 4:34.89  |
| 5000 m           | Magdalena Czyszczoń (AZS-AWF Katowice)                            | 7:23.45  | Natalia Jabrzyk (Pilica Tomaszów Mazowiecki)                   | 7:51.48  | Liwia Kubin (KS SNPTT 1907 Zakopane)                                 | 8:02.28  |
| Start masowy     | Karolina Bosiek (Pilica Tomaszów Mazowiecki)                      | 61       | Magdalena Czyszczoń (AZS-AWF Katowice)                         | 43       | Olga Kaczmarek (AZS-AWF Katowice)                                    | 20       |
| Wyścig drużynowy | AZS-AWF Katowice Magdalena Czyszczoń Olga Kaczmarek Maja Płończyk | 3.20.39  | WTŁ Stegny Warszawa Martyna Baran Zofia Braun Julia Grzywińska | 3:28.16  | Pilica Tomaszów Mazowiecki Paula Danielik Natalia Jabrzyk Iga Smejda | 3:33.80  |
| Sprint drużynowy | AZS-AWF Katowice Maja Płończyk Olga Kaczmarek Iga Wojtasik        | 1:35.46  | WTŁ Stegny Warszawa Zofia Braun Julia Grzywińska Martyna Baran | 1:35.99  | Pilica Tomaszów Mazowiecki Lena Węglarska Iga Smejda Natalia Jabrzyk | 1:36.61  |

### Mężczyźni
| Konkurencja:     | 1. miejsce                                                                       | Rezultat | 2. miejsce                                                                     | Rezultat | 3. miejsce                                                                | Rezultat |
| 500 m            | Damian Żurek (Pilica Tomaszów Mazowiecki)                                        | 35.55    | Piotr Michalski (AZS AWF Katowice)                                             | 35.71    | Gaweł Oficjalski (AZS AWF Katowice)                                       | 36.60    |
| 1000 m           | Damian Żurek (Pilica Tomaszów Mazowiecki)                                        | 1:10.10  | Piotr Michalski (AZS AWF Katowice)                                             | 1:10.70  | Szymon Wojtakowski (Pilica Tomaszów Mazowiecki)                           | 1:12.23  |
| 1500 m           | Marcin Bachanek (KS ARENA Tomaszów Mazowiecki)                                   | 1:49.88  | Szymon Palka (KS ARENA Tomaszów Mazowiecki)                                    | 1:50.85  | Dawid Burzykowski (AZS Zakopane)                                          | 1:51.87  |
| 5000 m           | Szymon Palka (KS ARENA Tomaszów Mazowiecki)                                      | 6:43.64  | Artur Janicki (UKS Błyskawica Domaniewice)                                     | 6:48.87  | Norbert Piekielny (KS ARENA Tomaszów Mazowiecki)                          | 6:58.11  |
| 10 000 m         | Szymon Palka (KS ARENA Tomaszów Mazowiecki)                                      | 14:00.02 | Norbert Piekielny (KS ARENA Tomaszów Mazowiecki)                               | 14:05.94 | Artur Janicki (UKS Błyskawica Domaniewice)                                | 14:23.74 |
| Start masowy     | Szymon Palka (KS ARENA Tomaszów Mazowiecki)                                      | 66       | Artur Janicki (UKS Błyskawica Domaniewice)                                     | 40       | Marcin Bachanek (KS ARENA Tomaszów Mazowiecki)                            | 22       |
| Wyścig drużynowy | Pilica Tomaszów Mazowiecki Dawid Balczerczyk Jakub Piotrowski Szymon Wojtakowski | 4:06.02  | KS ARENA Tomaszów Mazowiecki Marcin Bachanek Szymon Palka Norbert Piekielny    | 4:12.00  | Pilica Tomaszów Mazowiecki II Mikołaj Bielas Michał Kopacz Eryk Marciniak | 4:12.01  |
| Sprint drużynowy | AZS AWF Katowice Piotr Nałęcki Gaweł Oficjalski Piotr Michalski                  | 1:25.13  | Pilica Tomaszów Mazowiecki Kacper Abratkiewicz Antoni Pluta Szymon Wojtakowski | 1:27.65  | AZS Zakopane Radosław Jakubski Patryk Wójcik Dawid Burzykowski            | 1:28.76  |